# Вилановафранка
Вилановафра̀нка (на италиански: Villanovafranca; на сардински: Biddanòa Franca, Биданоа Франка) е село и община в Южна Италия, провинция Южна Сардиния, автономен регион и остров Сардиния. Разположено е на 292 m надморска височина. Населението на общината е 1441 души (към 2010 г.).